# 올림픽 슬로바키아 선수단
올림픽 슬로바키아 선수단은 슬로바키아를 대표하여 올림픽에 참가하는 선수단이다. 슬로바키아는 1994년 올림픽에 처음 참가한 이후 모든 대회에 선수단을 파견해 왔다. 1993년 체코슬로바키아가 해체되기 전까지 슬로바키아 선수들은 체코슬로바키아를 대표하여 올림픽에 출전했다.
슬로바키아 선수들은 하계 올림픽에서 주로 회전 카누에서 총 42개의 메달을 획득했다. 슬로바키아는 동계 올림픽에서도 10개의 메달을 획득했다.
슬로바키아 국가 올림픽 위원회는 1992년에 창설되어 1993년에 승인을 받았다.

## 같이 보기
- 분류:슬로바키아의 올림픽 참가 선수

## 참고 자료
- (영어) “Slovakia”. SR/Olympic Sports. 2009년 2월 20일에 원본 문서에서 보존된 문서. 2011년 10월 30일에 확인함.